# NK Žalec
Nogometni klub Žalec (tiếng Việt: Câu lạc bộ bóng đá Žalec), thường hay gọi NK Žalec hoặc đơn giản Žalec, là một câu lạc bộ bóng đá Slovenia đến từ Žalec, thi đấu ở MNZ Celje Intercommunal League. Câu lạc bộ được thành lập năm 1920 và từng có tên gọi NK Partizan Žalec cho đến năm 1991.

## Danh hiệu
- Giải bóng đá hạng tư quốc gia Slovenia: 1

2018-19
- Giải bóng đá hạng năm quốc gia Slovenia: 1

2011-12
- MNZ Celje Cup: 1

1992-93

## Lịch sử giải đấu kể từ năm 1991
| Mùa giải  | Giải vô địch                 | Thứ hạng                     |                              |
| --------- | ---------------------------- | ---------------------------- | ---------------------------- |
| 1991-92   | 2. SNL - Đông                | thứ 10                       |                              |
| 1992-93   | 3. SNL - Đông                | thứ 8                        |                              |
| 1993-94   | 3. SNL - Đông                | thứ 9                        |                              |
| 1994-95   | 3. SNL - Đông                | thứ 14                       |                              |
| 1995-2003 | Không tham gia giải đấu nào. | Không tham gia giải đấu nào. | Không tham gia giải đấu nào. |
| 2003-04   | MNZ Celje (cấp độ 4)         | thứ 8                        |                              |
| 2004-2008 | Không tham gia giải đấu nào. | Không tham gia giải đấu nào. | Không tham gia giải đấu nào. |
| 2008-09   | MNZ Celje (cấp độ 5)         | thứ 2                        |                              |
| 2009-10   | MNZ Celje (cấp độ 5)         | thứ 4                        |                              |
| 2010-11   | MNZ Celje (cấp độ 5)         | thứ 2                        |                              |
| 2011-12   | MNZ Celje (cấp độ 5)         | thứ 1                        |                              |
| 2012-13   | Styrian League (cấp độ 4)    | thứ 4                        |                              |
| 2013-14   | Styrian League (cấp độ 4)    | thứ 8                        |                              |
| 2014-15   | MNZ Celje (cấp độ 4)         | thứ 3                        |                              |
| 2015-16   | MNZ Celje (cấp độ 4)         | thứ 3                        |                              |
| 2016-17   | MNZ Celje (cấp độ 4)         | thứ 4                        |                              |
| 2017-18   | MNZ Celje (cấp độ 4)         | thứ 2                        |                              |
| 2018-19   | MNZ Celje (cấp độ 4)         | thứ 1                        |                              |

1. ↑  Rút lui khỏi giải.
2. ↑  Styrian League ngừng tiếp tục. Chuyển đến MNZ Celje league.